# Glyphodes loloalis
Glyphodes loloalis là một loài bướm đêm trong họ Crambidae.